# Поплавський Сергій Владиславович
Попла́вський Сергі́й Владисла́вович (1 серпня 1889, Одеса, Російська імперія — ?) — командир кінного полку Дієвої Армії УНР.

## Біографія
Походив зі спадкових дворян Вінницького повіту Подільської губернії. Народився в місті Одеса.
Закінчив Вінницьке реальне училище, Вищу технічну школу у Граці (1911), навчався у Петроградському політехнічному інституті. У червні 1915 року закінчив Володимирське військове училище. У 1915–1916 роках був приділений до 7-го драгунського Кінбурнського полку, у складі якого брав участь у Першій світовій війні. Був нагороджений Георгіївською зброєю (8 травня 1917 року). Останнє звання у російській армії — поручик.
У 1918 році — старшина Лубенського сердюцького кінно-козачого полку Армії Української Держави, згодом — Дієвої Армії УНР. З травня 1919 року — командир 1-го кінного Лубенського полку Дієвої Армії УНР. 4 листопада 1919 року перейшов з більшою частиною полку на бік Збройних сил Півдня Росії.
Подальша доля невідома.